# Closterium limneticum
Closterium limneticum  là một loài Song tinh tảo trong họ Desmidiaceae, thuộc chi Closterium.